# The Price of Redemption
The Price of Redemption è un film muto del 1920 diretto da Dallas M. Fitzgerald. La sceneggiatura di June Mathis si basa su The Temple of Dawn, romanzo di Alexa Ross Wylie pubblicato a Londra nel 1915.

## Produzione
Il film fu prodotto dalla Metro Pictures Corporation con il titolo di lavorazione The Temple of Dawn.

## Distribuzione
Il copyright del film, richiesto dalla Metro Pictures Corp., fu registrato il 10 settembre 1920 con il numero LP15558.

Distribuito dalla Metro Pictures Corporation, il film uscì nelle sale statunitensi il 13 settembre 1920. Nello stesso anno uscì anche nel Regno Unito, distribuito dalla Jury Imperial Pictures. In Danimarca, fu distribuito il 30 maggio 1921 con il titolo Hvad ville du have gjort?.
Non si conoscono copie ancora esistenti della pellicola che viene considerata presumibilmente perduta.